# Adarnase V de Tao
Adarnase V, a veces transcrito como Adarnase II o Adarnase IV, (en georgiano: ადარნასე), fallecido en 961) fue un  príncipe bagrátida de Tao-Klarjeti y gobernante hereditario de Tao Superior con los títulos bizantinos de magistros (945) y curopalates (958).
Adarnase era hijo de Bagrat Magistros y le sucedió como duque de Tao en 945. Adarnase y, más prominentemente, su hijo David III se beneficiaron de la debilidad de sus primos, la "línea real" bagrátida de Iberia-Kartli, para afirmar su influencia y prestigio en la región. Adarnase se casó probablemente con una hija de David, miembro de la línea bagrátida de Klarjeti. Tuvieron dos hijos: David III y Bagrat II, que le forzó a dimitir y retirarse a un monasterio.